# Нэш, Кевин
Кевин Скотт Нэш (англ. Kevin Scott Nash, род. 9 июля 1959, Трентон, Мичиган) — американский актёр и бывший рестлер, имеющий контракт легенды с WWE. Наиболее известен по своей карьере в World Championship Wrestling (WCW), где он выступал под своим настоящим именем. Он также выступал под своим настоящим именем в Total Nonstop Action Wrestling (TNA).
С 1993 по начало 1996 года Нэш выступал в WWF в образе альфа-самца, байкера-головореза по имени Ди́зель (также известного как «Большой крутой папочка»). За это время он выиграл титул чемпиона мира WWF, интерконтинентальное чемпионство WWF и командное чемпионство WWF.
Нэш был членом The Kliq, влиятельной закулисной группы, в которую входили Шон Майклз, Triple H, Скотт Холл и Шон Уолтман. Он также является одним из трёх основателей группировки nWo.
Двукратный член Зала славы WWE (2015 — как Дизель, 2020 — в составе «Нового мирового порядка»).

## Ранняя жизнь
Нэш родился 9 июля 1959 года в набожной христианской семье в городке Трентон, к юго-западу от Детройта, Мичиган. Отец Нэша, Роберт, умер от сердечного приступа 4 апреля 1968 года в возрасте 36 лет, когда Нэшу было восемь лет. 27 декабря 1994 года мать Нэша, Ванда, умерла после четырёхлетней борьбы с раком груди. Он учился в средней школе Аквинас и в Университете Теннесси, где специализировался на психологии и философии образования. В Университете Теннесси Нэш был центровым в баскетбольной команде «Теннесси Волонтерс». Он оставался в команде с 1977 по 1980 год, в это время команда попала в NCAA Sweet 16. После физической перепалки с главным тренером Доном Дево и ряда других инцидентов на территории университета Нэш не стал играть четвёртый год за «Волонтерс», и попытался перевестись в Государственный университет Боулинг Грин в Боулинг Грин, Огайо.
Нэш передумал и переехал в Европу, где профессионально играл в баскетбол за различные команды. Его карьера закончилась в 1981 году в Германии (во время игры за команду «Гисен 46ерс»), когда он порвал переднюю крестообразную связку. После завершения баскетбольной карьеры Нэш поступил на службу в армию США и был направлен в 202-ю роту военной полиции в Гисене, ФРГ. Он служил на охраняемом объекте НАТО в течение двух лет, за это время ему было присвоено звание специалиста. После армии он работал на сборочном конвейере в Ford Motor Company и менеджером стриптиз-клуба в Атланте, Джорджия, после чего решил попробовать себя в рестлинге.

## Карьера в рестлинге

### World Championship Wrestling

#### Мастер-бластеры (1990—1991)
Нэш дебютировал в World Championship Wrestling (WCW) под именем Стил с оранжевым ирокезом, членом команды, известной как «Мастер-бластеры». Первоначально он был напарником Мастера-бластера Айрона, с которым он дебютировал на шоу Clash of the Champions XII 5 сентября 1990 года, победив Брэда Армстронга и Тима Хорнера. 7 сентября, на записях Worldwide, «Мастер-бластеры» начали вражду с Тимом Хорнером и Майком Ротундой. Они победили Хорнера и Ротунду на нескольких домашних шоу. 22 сентября напарника Нэша, Айрона, заменил Блэйд.
Воссозданные «Мастер-бластеры» продолжили свою победную серию в октябре. Тем временем Нэш провел свой первый одиночный матч 28 сентября, победив Тома Зенка. На Halloween Havoc 27 октября 1990 года «Бластеры» победили «Южных парней» и начали подниматься в рейтинге команд WCW. Однако их победная серия закончилась 22 ноября, когда Том Зенк и Брайан Пиллман нанесли им первое поражение, причем Пиллман удержал Блэйда. Они восстановились, победив «Южных парней», а также Алана Железного Орла и Тима Хорнера и получив право на титул командных чемпион Соединённых Штатов NWA против тогдашних чемпионов «Братьев Штайнеров», но потерпели поражение в двух матчах. В матче, который транслировался на Worldwide 2 февраля 1991 года, они были разгромлены Штайнерами за 52 секунды. После этого поражения их импульс начал ослабевать, так как «Бластеры» потерпели следующие поражения от «Южных парней» и Рикки Мортона и Томми Рича. В конце месяца команда распалась.
В феврале 1991 года Нэш был переименован в Мастера Бластера и потерпел свое первое поражение в одиночном разряде 27 февраля 1991 года, когда его победил Помойный пёс. Он также проиграл Брайану Пиллману на домашнем шоу, а также выступал в командных матчах со Стэном Хэнсеном и Арном Андерсоном. Его последний матч в этом образе был против Пиллмана на домашнем шоу 12 мая.

#### Оз (1991)
Неделю спустя Нэш снова появился в новом образе, будучи переодетым в седовласого Оза, персонажа, основанного на Волшебнике Озе из детской книги 1900 года «Удивительный волшебник страны Оз». Оза, управляемого Великим Волшебником, усиленно продвигали около месяца, он победил нескольких рестлеров, прежде чем проиграл Рону Симмонсу на The Great American Bash 14 июля. В действительности, все планы на Оза были немедленно отменены, когда Нэш отказался подписать договор на 300 долларов за матч, так как WCW сокращала расходы. Было принято решение сохранить Нэша до тех пор, пока не будет разработан новый образ. 27 октября он проиграл Биллу Казмайеру на Halloween Havoc. Нэш выступал под именем Оз до конца 1991 года и пережил длительную полосу неудач, потерпев поражения от Казмайера, Рика Штайнера, Дастина Роудса и Арахнамана.

#### Винни Вегас и уход (1992—1993)
21 января 1992 года на шоу Clash of the Champions XVIII он был представлен как Винн Вегас, остроумный псевдогангстер, основанный на персонаже Стива Мартина из фильма 1990 года «Мои голубые небеса». Вегас был быстро завербован в «Полтонны святого ада», группировку крупных рестлеров, созданную Харли Рейсом, в которую входили чемпион мира WCW Лекс Люгер, Биг Ван Вейдер и Мистер Хьюз. В феврале 1992 года после ухода Люгера группировка распалась, и Вегас присоединился к «Алмазной шахте», группировке под руководством Даймонда Далласа Пейджа, в которую также входили Алмазный Стадд и Скотти Фламинго. После того, как Стадд и Фламинго покинули группировку (Стадд ушел в WWF, а Фламинго начал самостоятельную карьеру), Пейдж и Вегас стали выступать вместе под названием «Вегасская связь». Команда распалась в конце 1992 года после того, как Пейдж был уволен Биллом Уоттсом. Первую половину 1993 года Нэш провел в команде с Биг Скай. В июне он решил уйти во Всемирную федерацию рестлинга (WWF) и свой последний матч в WCW провел 3 июня, проиграв в команде с Биг Скаем против близнецов Коул, этот матч показали на Worldwide после его дебюта в WWF.

### World Wrestling Federation

#### Два чувака со взглядами (1993—1994)
В июне 1993 года Нэш покинул WCW, подписав контракт с WWF по просьбе Шона Майклза. Он получил сценический псевдоним «Большой крутой папочка Дизель» («Дизель» или сокращенно «Большой крутой папочка»), в образе альфа-самца. Для этой роли Нэш отрастил длинные волосы, принял облик и манеру поведения типичного наглого байкера-головореза из Детройта, носящего черные солнцезащитные очки и кожаную одежду. Имя Дизель, предложенное Шейном Макмэном, было игрой на том, что Нэш был родом из Детройта, известного как «Город моторов». Чтобы обыграть имя своего персонажа, начальная вступительная музыка Нэша представляла собой простую серию звуков двигателя грузовика вместе с громкими гудками.
Дизель начинал как телохранитель и лучший друг Шона Майклза, они были известны как «Два чувака со взглядами». Он дебютировал в WWF на домашнем шоу 6 июня 1993 года, помогая Майклзу победить Марти Джаннетти в борьбе за титул интерконтинентального чемпиона WWF. Впервые он появился на телевидении на следующий вечер на Raw, 7 июня, когда его представили как телохранителя Майклза. В январе 1994 года Дизель появился на Royal Rumble, сначала как один из многих рестлеров, которые помогали чемпиону WWF Ёкодзуне победить Гробовщика в матче с гробом. Дизель выиграл титул интерконтинентального чемпиона WWF у Рейзора Рамона после вмешательства Майклза в эпизоде Superstars от 30 апреля 1994 года (записано 13 апреля 1994 года). 28 августа дуэт Дизеля и Майклза победил «Хедшринкеров» и выиграл титул командных чемпионов WWF, сделав Нэша двойным чемпионом. Однако Дизель проиграл интерконтинентальное чемпионство Рамону следующей ночью на SummerSlam. Альянс между Дизелем и Майклзом распался после Survivor Series, когда Майклз случайно провел «суперкик» Дизелю. Дизель погнался за Майклзом, и, несмотря на то, что ему не удалось его поймать, реакция толпы сделала его фейсом. Однако Нэш больше не был командным чемпионом, так как из-за действий Майклза команда была вынуждена отказаться от титулов.

#### Чемпион WWF (1994—1995)

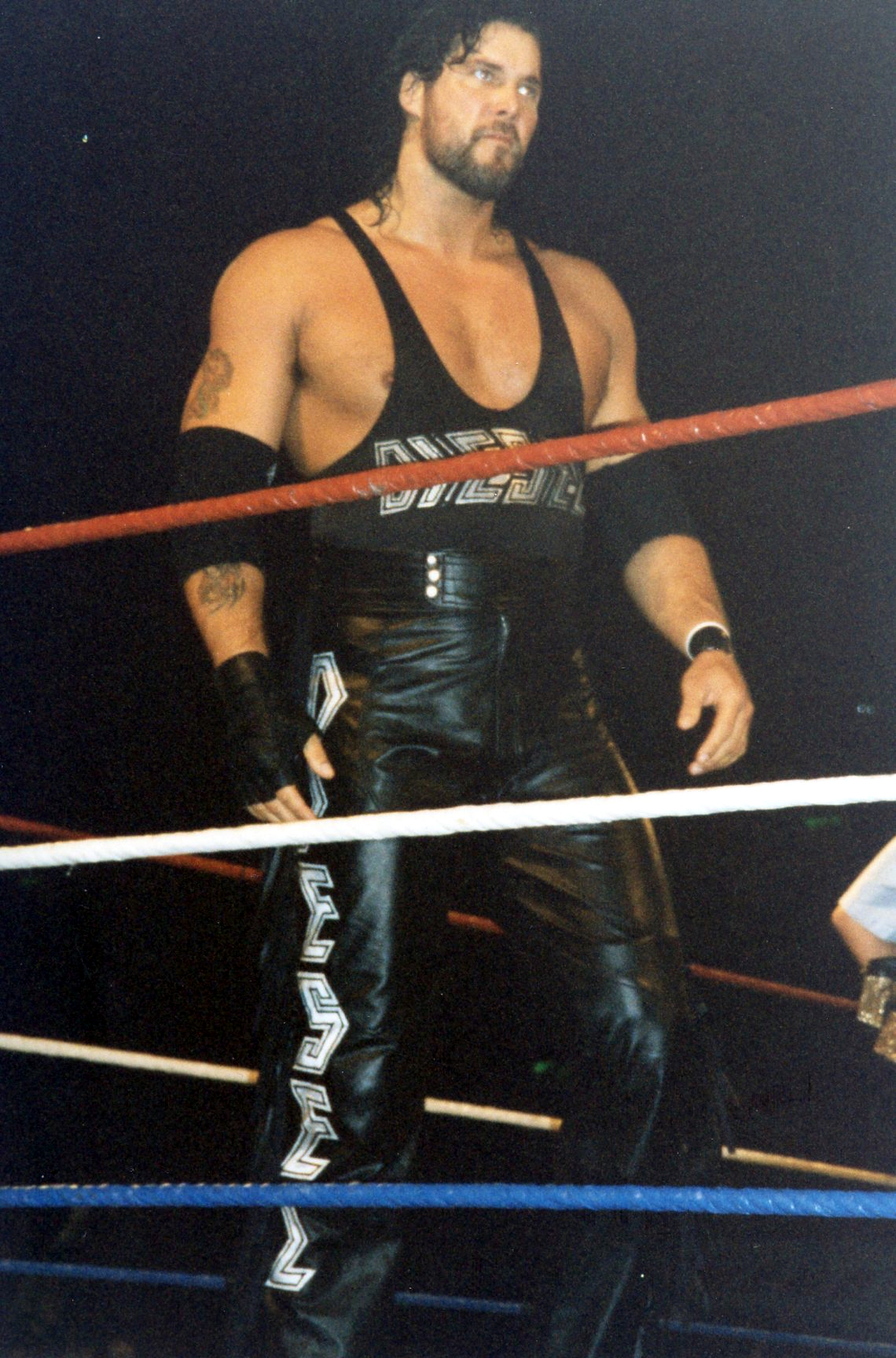
Нэш (как Дизель) в 1994 году

26 ноября 1994 года Дизель встретился с Бобом Бэклундом в матче за титул чемпиона WWF, который он выиграл у Брета Харта за три дня до этого на Survivor Series. В матче, состоявшемся в «Мэдисон-сквер-гарден», Дизель победил Бэклунда в восьмисекундном матче. Затем Дизель пообещал Харту матч за его титул, который состоялся в следующем месяце на Royal Rumble. Матч закончился вничью из-за вмешательства нескольких рестлеров, в том числе Шона Майклза. Майклз был раздражен тем, что его бывший телохранитель выиграл у него титул чемпиона WWF, и был достаточно мотивирован, чтобы выиграть матч «Королевская битва» позже тем же вечером, заработав себе право на матч за титул на WrestleMania XI.

На WrestleMania XI 2 апреля Нэш в сопровождении актрисы Памелы Андерсон (которая должна была быть в углу Майклза) победил Майклза и сохранил титул. После матча он покинул ринг как с Андерсон, так и с заменившей её Дженни Маккарти. На следующий вечер на Monday Night Raw Майклза предал его новый телохранитель, Сайко Сид, в результате чего Дизель пришел ему на помощь и тем самым воссоединил команду. Дизель успешно защитил титул чемпиона WWF против Сида на первом шоу In Your House 14 мая и на In Your House 2: The Lumberjacks 23 июля. На SummerSlam Дизель сохранил титул чемпиона WWF, победив Короля Мэйбла, который выиграл турнир «Король ринга».

## Карьера актёра
В 1991 году состоялся актёрский дебют Нэша в «Черепашки-ниндзя II: Тайна изумрудного зелья» в качестве злодея Супер-Шреддера. Появился в небольшой роли в 23 серии 1 сезона сериала «Сабрина — маленькая ведьма». Также он сыграл небольшую роль рабочего с отбойным молотком в картине Family Plan 1998 года.
В 1999 году Кевин Нэш стал соавтором книги комиксов под названием «NASH», в которой он создал антиутопическое будущее и себя в качестве основного персонажа. Издательство Image Comics опубликовало предварительную редакцию и два очередных выпуска.
Он был первым актёром озвучивания роли Саблезубого в фильме «Люди Икс», но не остался на роли из-за конфликта графиков работы. Он был заменён каскадёром и по совпадению бывшим коллегой по команде в WCW Тайлером Мэном. Нэш присутствует в сцене схватки в роли суперзлодея Русского в фильме «Каратель» 2004 года, снятого по книге комиксов «Каратель». В этой сцене во время съёмок энергичной схватки Нэш был случайно ранен настоящим ножом актёром Томасом Джейном.
В 2006 году вышел фильм «DOA: Живым или мёртвым» с его участием, где он сыграл рестлера Басса Армстронга.

### Фильмография
- 1991 — Черепашки-ниндзя II: Секрет канистры — Супер-Шреддер
- 1996 — Сабрина — маленькая ведьма — случайный гость из кладовки
- 1998 — Семейный План — Человек с отбойным молотком
- 2004 — Каратель — Русский
- 2005 — Всё или ничего — Тюремный охранник Энгельхарт
- 2006 — Мальчик на троих — Грузчик
- 2006 — DOA: Живым или мёртвым — Басс Армстронг
- 2010 — Река Тьмы — Джейден Джейкобс
- 2011 — The Newest Pledge — Merkhaus' Dad
- 2011 — Битва Монстров — полковник Крукшенк
- 2011 — Могучий Тор — Один
- 2012 — Супер Майк — Тарзан
- 2012 — Рок на века — телохранитель Стейси Джексса
- 2014 — Джон Уик — Фрэнсис
- 2015 — Супер Майк XXL — Тарзан
- 2018 — Особняк — Преподобный Томас
- 2022 — Лулу и Бриггс — агроном Гас

## Личная жизнь
Нэш и его жена Тамара поженились в 1988 году, но разошлись в 2000 году, хотя позже они помирились. Их сын, Тристен, родился 12 июня 1996 года и был музыкантом и поэтом. 20 октября 2022 года Тристен умер от остановки сердца, спровоцированной припадком в результате алкогольного абстинентного синдрома. Ему было 26 лет.
2 марта 2016 года Нэш объявил, что после смерти пожертвует свой мозг Центру ХТЭ при Бостонском университете и Фонду наследия сотрясений мозга. Это заявление прозвучало в тот же день, когда звезда женского футбола Брэнди Честейн заявила, что сделает то же самое.
Нэш открыто высказывался в поддержку геев в рестлинге.

## Титулы и достижения
- Pro Wrestling Illustrated

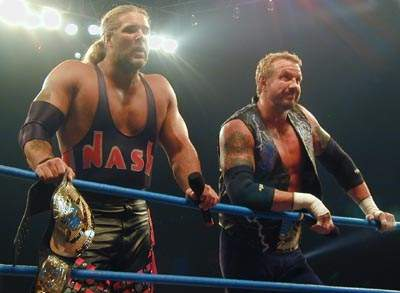
Кевин Нэш (слева) со своим бывшим партнером по команде Даймондом Далласом Пейджем

  - Самый прогрессирующий рестлер года (1994)[30]
  - Матч года (1995)[31] против Шона Майклза на Рестлмании XI
  - Команда года (1997)[32] со Скоттом Холлом
  - Реслер года (1995)
  - № 1 в топ 500 рестлеров в рейтинге PWI 500 в 1995[33]
- Total Nonstop Action Wrestling
  - Чемпион легенд TNA (2 раза)[34]
  - Командный чемпион мира TNA (1 раз) — с Эриком Янгом и Скоттом Холлом[35][36][37]
- World Championship Wrestling
  - Чемпион мира в тяжёлом весе WCW (5 раз)[38][39]
  - Командный чемпион мира WCW (9 раз)[40] — со Скоттом Холлом (6), Даймонд Даллас Пейджем (2) и со Стингом (1)
  - WCW World War 3 (1998)
- World Wrestling Federation/WWE
  - Чемпион WWF (1 раз)[41]
  - Интерконтинентальный чемпион WWF (1 раз)[42]
  - Командный чемпион WWF (2 раза)[43] — с Шоном Майклзом
  - Третий чемпион Тройной короны
  - Член Зала Славы WWE (2015, 2020)
- Wrestling Observer Newsletter
  - Самый прогрессирующий рестлер (1994)
  - Самый переоценённый рестлер (1999, 2000)
  - Наименее любимый рестлер читателей (2000)
  - Худший образ (1991)
  - Худший рестлер (1999, 2000)